# Bernardo Cos
Bernardo Patricio Cos Luján (nacido el 31 de marzo de 1949 en Córdoba, Argentina) es un exfutbolista argentino. Jugaba de delantero y su primer club fue Belgrano de Córdoba.

## Carrera
Comenzó su carrera en 1966 jugando para el club San Lorenzo de Córdoba y en 1970 fue adquirido por Belgrano. Con el conjunto cordobés disputó solo el Nacional del 71 en el cual anotó 4 goles en 13 presencias.  
En 1972 se trasladó a España para jugar en el Barcelona, donde hizo dupla de ataque con Johann Cruyff. Jugó para ese equipo hasta 1975, y no fue así cuando en 1976 se trasladó al Burgos. En 1978 se confirmó su retiro definitivo del deporte.

## Clubes
| Club                   | País      | Año       |
| ---------------------- | --------- | --------- |
| San Lorenzo (C)        | Argentina | 1966-1970 |
| Club Atlético Belgrano | Argentina | 1970-1972 |
| FC Barcelona           | España    | 1972-1975 |
| Burgos CF              | España    | 1976-1978 |